# Оток (град)
Оток је град у Хрватској у Вуковарско-сремској жупанији.

## Прошлост
У месту Отоку са Комлетином је 1847. године живело 193 православна Србина. Двадесет година касније, 1867. број људи је остао исти.

## Становништво
Према попису из 2001. Оток је имао 7.755 становника.
На попису становништва 2011. године, град Оток је имао 6.343 становника, од чега у самом Отоку 4.694.

### Град Оток

#### Број становника по пописима
| Националност   | 2001. | 1991. | 1981. | 1971. | 1961. | 1953. | 1948. | 1931. | 1921. | 1910. | 1900. | 1890. | 1880. | 1869. | 1857. |
| бр. становника | 7.755 | 7.924 | 7.721 | 7.896 | 7.394 | 6.600 | 6.036 | 5.301 | 5.034 | 5.590 | 5.500 | 5.491 | 5.777 | 5.149 | 4.745 |

- напомене:

Настао из старе општине Винковци.

### Оток (насељено место)

#### Број становника по пописима
| Националност   | 2001. | 1991. | 1981. | 1971. | 1961. | 1953. | 1948. | 1931. | 1921. | 1910. | 1900. | 1890. | 1880. | 1869. | 1857. |
| бр. становника | 5.858 | 5.889 | 5.707 | 5.519 | 4.838 | 4.193 | 3.868 | 3.295 | 3.184 | 3.568 | 3.555 | 3.475 | 3.637 | 3.250 | 2.952 |

- напомене:

У 1991. смањено издвајањем дела подручја насеља који је припојен насељу Комлетинци. До 1981. садржи део података насеља Комлетинци.

## Попис 1991.
На попису становништва 1991. године, насељено место Оток је имало 5.889 становника, следећег националног састава:
| Попис 1991.‍   | Попис 1991.‍  | Попис 1991.‍ | Попис 1991.‍ | Попис 1991.‍ |
| ------------- | ------------ | ----------- | ----------- | ----------- |
|               |              |             |             |             |
| Хрвати        | Хрвати       |             | 5.758       | 97,77%      |
| Срби          | Срби         |             | 25          | 0,42%       |
| Муслимани     | Муслимани    |             | 17          | 0,28%       |
| Мађари        | Мађари       |             | 9           | 0,15%       |
| Словаци       | Словаци      |             | 7           | 0,11%       |
| Југословени   | Југословени  |             | 5           | 0,08%       |
| Албанци       | Албанци      |             | 3           | 0,05%       |
| Словенци      | Словенци     |             | 2           | 0,34%       |
| Немци         | Немци        |             | 1           | 0,01%       |
| Русини        | Русини       |             | 1           | 0,01%       |
| неопредељени  | неопредељени |             | 23          | 0,39%       |
| непознато     | непознато    |             | 38          | 0,64%       |
| укупно: 5.889 |              |             |             |             |